# The Bearer of Burdens
The Bearer of Burdens è un cortometraggio muto del 1913 diretto da George Loane Tucker che aveva come interpreti King Baggot e Jane Fearnley.

## Produzione
Il film fu prodotto dall'Independent Moving Pictures Co. of America (IMP).

## Distribuzione
Il film - un cortometraggio in una bobina - uscì nelle sale cinematografiche statunitensi il 2 gennaio 1913, distribuito dall'Universal Film Manufacturing Company.